# Gabriël (voornaam)

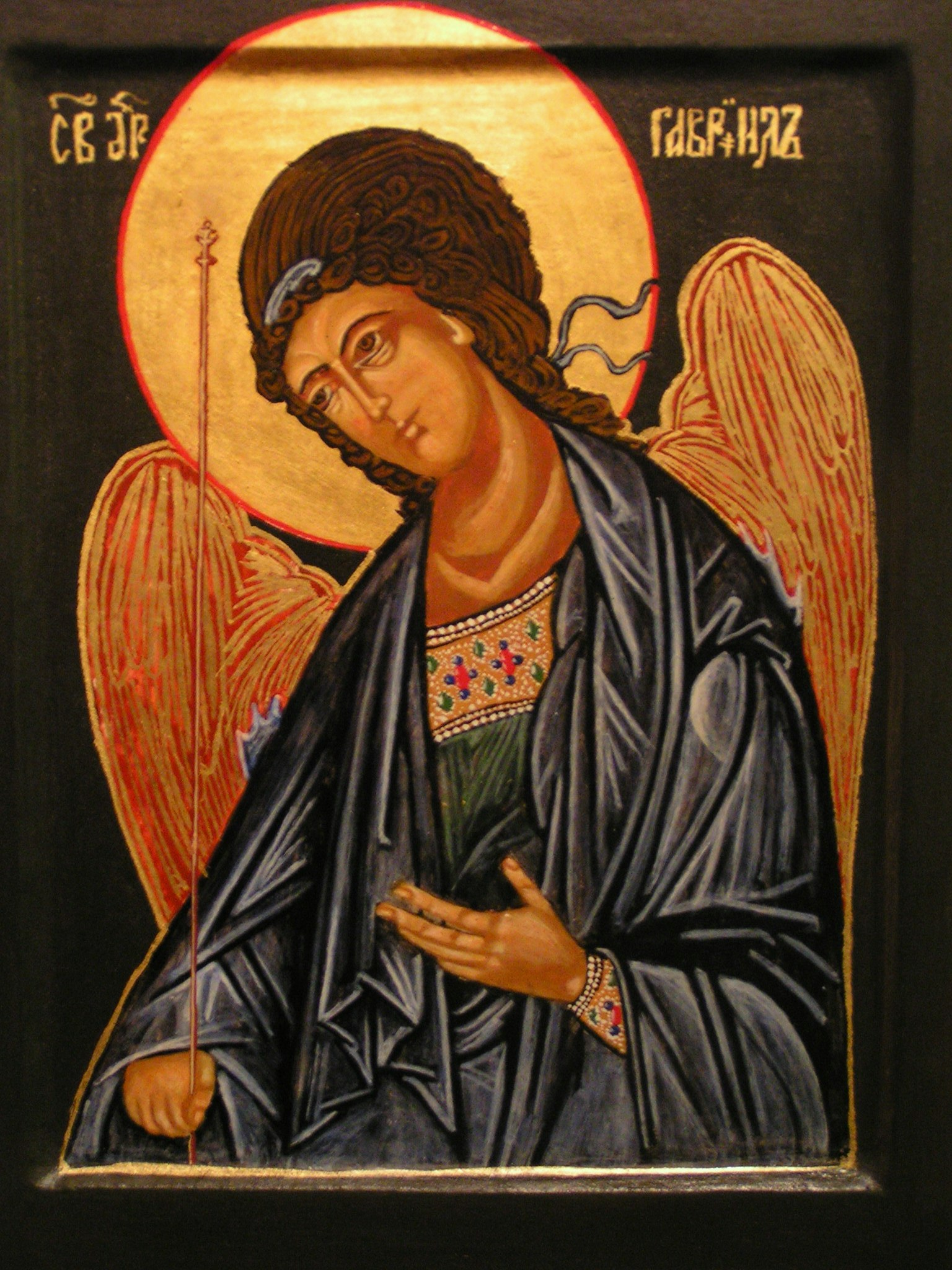
Aartsengel Gabriël

Gabriël is een voornaam, waarvan de aartsengel Gabriël een bekende naamdrager is.
Van Gabriël zijn verschillende voornamen afgeleid zoals Gabrielle, Gabriella, Gaby, Gabriëlla of Gabriëlla.

## Bekende personen met de voornaam Gabriël
- Gabriël van België, Prins van België
- Gabriël van Nassau, Prins van Luxemburg
- Gabriel van Hjula, de 32e patriarch van de Maronitische Kerk van 1357 tot 1367
- Gabriel van Blaouza, de 49e patriarch van de Maronitische Kerk van 1704 tot 1705
- Gabriel Fauré, Frans componist
- Carel van Nievelt (pseudoniem: Gabriël), Nederlands schrijver
- Gabriel Cedrés (1970), Uruguayaans voetballer
- Gabriel Gómez (1959), Colombiaans voetballer
- Gabriel Fahrenheit (1686-1736), Duits natuurkundige
- Gabriel Ríos, Puerto Ricaans gitarist, zanger en tekstschrijver

## Bekende personen met de achternaam Gabriël
- Siegmund Gabriel, Duits scheikundige, ontdekker van de Gabriel-synthese
- Peter Gabriel, Brits zanger en muzikant
- Paul Joseph Constantin Gabriël (1828-1903), Nederlands kunstschilder
- Ange-Jacques Gabriel (1698-1782), Frans architect

## Betekenis van de naam Gabriël
De betekenis van de Hebreeuws afkomstige naam Gabriël is: "de Kracht Gods" of: "Man Gods".